# Брукхейвенская национальная лаборатория
Брукхе́йвенская национа́льная лаборато́рия (англ. Brookhaven National Laboratory, BNL) — одна из семнадцати национальных лабораторий Министерства энергетики США. Находится в Аптоне (штат Нью-Йорк, остров Лонг-Айленд).

## Общие сведения
Основана в 1947 году на месте бывшей военной базы армии США «Лагерь Аптон». Используется Брукхейвенской научной ассоциацией для исследований по заказу Министерства энергетики США, в основном — в области ядерной физики. В лаборатории работает более 3000 учёных, инженеров, техников и работников вспомогательного персонала. Ежегодно сюда приезжает работать 4000 исследователей со всего мира. Открытия, сделанные в этой лаборатории, были награждены семью Нобелевскими премиями.
В Брукхейвене расположены следующие установки: релятивистский коллайдер тяжёлых ионов RHIC, сконструированный для исследований кварк-глюонной плазмы, «Национальный источник синхротронного света» NSLS-II, два циклотрона, используемых в производстве радиоактивных материалов для медицинского применения и другие научные установки. Области исследований включают ядерную физику и физику высоких энергий, молекулярную биологию и режим ядерного нераспространения.
Случайная и широко освещённая в прессе утечка трития в грунтовые воды в 1990-х годах вызвала возмущение окрестных жителей и привела к перестановкам в системе управления лабораторией.
В 1974 году группа исследователей, которой руководил Сэмюэл Тинг, открыла очарованную частицу J/ψ, что доказало существование c-кварка, за что Тинг получил Нобелевскую премию по физике в 1976 году.
Лаборатория открыта для публики летом по воскресеньям для экскурсионных туров и специальных программ.
Рядом с лабораторией расположен офис прогноза погоды (Аптон, Нью-Йорк) — отделение Национальной метеорологической службы США. К Брукхейвенской национальной лаборатории относится мачта высотой 120 метров, на которой размещено оборудование для производства высотных метеорологических наблюдений.
С 11 апреля 2014 года Министерство энергетики США запретило лаборатории сотрудничать с российскими физиками, но потом запрет был снят.

## Нобелевские Премии

### Нобелевские Премии по физике
- 1957 — Янг Чжэньнин и Ли Чжэндао «За пристальное изучение так называемых законов чётности, которое привело к важным открытиям в области элементарных частиц»;
- 1976 — Сэмюэл Тинг «За основополагающий вклад по открытию тяжёлой элементарной частицы нового типа» (J/ψ-мезона);
- 1980 — Джеймс Кронин и Вал Фитч «За открытие нарушений фундаментальных принципов симметрии в распаде нейтральных K-мезонов»;
- 1988 — Ледерман, Шварц, Стейнбергер За открытие мюонного нейтрино;
- 2002 — Р. Дэвис «За создание нейтринной астрономии».

### Нобелевские Премии по химии
- 2003 — Родерик Маккинон За исследования ионных каналов;
- 2009 — Венкатраман Рамакришнан и Томас Стейц «За исследования структуры и функций рибосомы».